# プリントスクリーン
プリントスクリーン（PrtSc、英：Print screen）は、コンピュータ用のキーボードのキーの一つで、スクリーンショットを撮るために、表示されている画面イメージをクリップボードなどにコピーする用途に使用される。

## 概要
プリントスクリーンは現在では多数のキーボードに搭載されている。「プリントスクリーン」(Print screen)の略称や呼称は、「Prt Scr」、「Print Scrn」、「Prt Scn」、「Prt Sc」、「Prnt Scrn」、「プリスク」、「画面印刷」など多数がある。
通常はAltキーとの同時押しでシステムリクエストキーを兼ねているが、こちらは元々はメインフレーム由来であり、Microsoft Windows ではカレントウィンドウのスクリーンショットを撮るために使われている。こちらは、「SysRq」などと省略されることがある。

## 歴史
当初はコマンドラインベースのオペレーティングシステムなどで、現在表示されている画面イメージを、メモリーバッファから標準プリンター（通常はLPT1）にコピーする用途に使用された。つまり、プリントスクリーンキーを押すと、現在の画面（スクリーン）表示を印刷（プリント）できた。
その後登場したGUIを使用したオペレーティングシステムでは、現在の画面イメージのビットマップを、クリップボードまたは類似の記憶エリアにコピーする用途に変更され、クリップボードなどにコピーしたビットマップを文書などにスクリーンショットとして挿入（貼り付け）することができるようになった。

## 使用法

### Microsoft Windows
Microsoft Windowsでは、プリントスクリーンを押すと画面全体が、Altキーを併用する（⎇ Alt+⎙ PrtSc）と現在選択されている（フォーカスされた）ウィンドウだけが、キャプチャされる。キャプチャされたイメージはワープロソフト、メールソフト、グラフィックソフトウェアなどに貼り付けすることができる。ただしノートパソコンの場合は機種により Fn+⎙ PrtSc、⇧ Shift+⎙ PrtSc、Ctrl+⎙ PrtSc などの場合もある 。

### macOS
macOSでは ⌘ Command-⇧ Shift-3 のキー操作で、イメージをファイルやディスクに保存できる。画面の選択した範囲だけをキャプチャしたい場合は、⌘ Command-⇧ Shift-4 のキー操作で、クロスヘアーカーソルが現れ、希望する場所へドラッグできる。これらのキー操作でファイルをユーザーのデスクトップに保管でき、更にコントロールキーを押せば動作を変更できる。
　

### iOS
iPhoneなどのiOSでは、iPhone X以前はスリープボタンを押しながらホームボタンを、iPhone X以降はスリープボタンを押しながら音量を上げるボタンを押すとスクリーンショットが撮れる。撮った写真は一時的にプレビューが左下に小さく表示され、写真アプリの中に保存される。

### GNOME と KDE
Linuxなどで使われているデスクトップ環境のGNOMEやKDEでは、プリントスクリーンはデフォルトではWindowsとほぼ同じ動作をする。ただしポップアップウィンドウが追加で起動し、コピーしたスクリーンショットをファイル（デフォルトではPNGフォーマット）で保存するか尋ねてくる。

### RISC OS
RISC OSではプリントスクリーンを押すと、Windowsで Ctrl+P を押した場合や、Macで ⌘ Command+P を押した場合のように、ダイアログボックスが現れる。

## 参照
1. ↑  セットアップのビデオの問題で Shift + PrintScreen キーを使用します。